# Viktor Klimenko
Viktor Iakovlevici Klimenko (n. 25 februarie 1949, Moscova, RSFS Rusă, URSS) este un fost gimnast sovietic și rus. A concurat pentru Uniunea Sovietică la Jocurile Olimpice din 1968 și 1972 și a câștigat de fiecare dată o medalie de argint pe echipe. Individual, a câștigat o medalie de bronz la paralele în 1968, precum și o medalie de aur la cal și o medalie de argint la sărituri în 1972. La campionatele mondiale, Klimenko a strâns patru medalii în 1970–1974. Soția sa, Larisa Petrik, este și ea o fostă gimnastă olimpică.